# Dasychira euthyzona
Dasychira euthyzona är en fjärilsart som beskrevs av Collenette 1959. Dasychira euthyzona ingår i släktet Dasychira och familjen tofsspinnare. Inga underarter finns listade i Catalogue of Life.